# Hakea neospathulata
Hakea neospathulata (лат.) — кустарник, вид рода Хакея (Hakea) семейства Протейные (Proteaceae), произрастающий в округе Средне-Западный и в западных районах округа Уитбелт в Западной Австралии. 

## Ботаническое описание
Hakea neospathulata — открытый кустарник обычно вырастает на высоту от 1 до 0,5 м. Цветёт с августа по сентябрь, даёт красные цветы..

## Таксономия
Этот вид был впервые описан Джорджем Бентамом в 1870 году как Hakea auriculata var spathulata и поднят до уровня вида в 1990 году как H. spathulata Робином Мэри Баркером. Тем не менее, название было незаконным, так как H. spathulata уже была официально опубликована Иваном Фёдоровичем Шмальгаузеном в 1883 году как название ископаемого вида хакеи, найденного в России. Так, в 2014 году Ян Марк Тернер переименовал вид Hakea neospathulata.

## Распространение и местообитание
Более раннее описание, сделанное в 2006 году Янгом, ограничивало Hakea spathulata (Nomen illegitimum) ареалом между рекой Мерчисон и Дандараганом и поместило вид как охраняемый. В 2014 году вид был переименован в H. neospathulata Я. М. Тернером с более широким ареалом и  описан как не подверженный опасности таксон. Встречается в регионах: Эйвон Уитбелт, Джералдтон Сэндплэйнс, Джарра Форест, прибрежная равнина Свейн.